# Penicillium valentinum
Penicillium valentinum är en svampart som beskrevs av C. Ramírez & A.T. Martínez 1980. Penicillium valentinum ingår i släktet Penicillium och familjen Trichocomaceae.   Inga underarter finns listade i Catalogue of Life.